# Спліт-альбом
Спліт (англ. split, split record) — музичний альбом (платівка, CD, EP, сингл тощо), на якому присутні композиції двох (рідше — більше) різних виконавців. Відрізняється від збірки тим, що включає в себе по кілька композицій кожного виконавця, а не по 1-2 пісні багатьох виконавців.
З початку 1980-х років спліти активно використовувались незалежними лейблами і гуртами, що грають панк-рок, хардкор і інді.